# Ешвайлер (комуна)
Ешвайлер (люксемб. Eschweiler, фр. Eschweiler, нім. Eschweiler) — комуна Люксембургу. Входить до складу кантону Вільц в окрузі Дикірх.

## Географія
Площа території комуни становить 19,88 км² (57-е місце за цим показником серед 116 комун Люксембургу).
Висота найвищої точки комуни над рівнем моря становить 518 метрів (18-е місце за цим показником серед комун країни), найнижчої — 296 метрів (101-е місце).

## Демографія
Станом на 2011 рік на території комуни мешкало 832 ос.
Динаміка чисельності населення:

## Адміністративний поділ
До складу комуни входять такі поселення:
| Поселення  | Населення за даними переписів: | Населення за даними переписів: | Населення за даними переписів: |
| Поселення  | на 31.03.1981                  | на 01.03.1991                  | на 15.02.2001                  |
| ---------- | ------------------------------ | ------------------------------ | ------------------------------ |
| Ерпельданж | 78                             | 97                             | 187                            |
| Ешвайлер   | 155                            | 172                            | 195                            |
| Кнапхошайд | 75                             | 87                             | 171                            |
| Зельшайд   | 59                             | 45                             | 56                             |